# محمد الأحمدي أبو النور
محمد الأحمدي أبو النور (1 نوفمبر 1930م - 11 نوفمبر 2015م)، وزير الأوقاف المصري سابقًا.

## عن حياته
مواليد مركز الشهداء محافظة المنوفية، حصل على الدكتوراه من الأزهر الشريف في الحديث وعلومه عام 1970م وهو حامل الدكتوراه الفخرية من أول جامعة إسلامية بإندونسيا ـ الجامعة المحمدية ـ عام 1987م. كما أنه حامل أوسمة، وإن كان وسامه الأول خدمة الإسلام فهو يحمل وسام الجمهورية عام 1986م وسام العلوم والفنون أوائل التسعينيات من القرن الماضي.
ترجع أصول أسرته إلى محافظة المنيا بصعيد مصر حيث نزح أجداده عام 1882م إلى محافظة المنوفية حيث استقر النوى والمقام بقرية سلامون قبلي مركز الشهداء. تخرج والده عام 1923م في الأزهر الشريف وعمل بالتدريس في كفر الشيخ إلى أن تم إنشاء قسم الوعظ والإرشاد بالأزهر عام 1928م الذي قام على أكتاف 10 وعاظ على مستوى المملكة المصرية حينئذ وكان والدي من هؤلاء العشرة المؤسسين، حيث كلف بالدعوة والوعظ في 500 موقع على مستوى مديرية كفر الشيخ، وشاء الله أن يولد في الساعة الرابعة صباح السبت 9 من جمادى الأولى 1349هـ الموافق 1 من نوفمبر 1930م.

## مسيرته
في كفر الشيخ قضى السنوات الست الأولى من عمره ثم انتقل سنة 1936م إلى قويسنا والتحقت بمدرستها الأولية لمدة سنتين ، ثم انتقل إلى القاهرة سنة 1938م. كان لعمل الوالد في مجال الوعظ والإرشاد أثر كبير في تنشئتي وفي صياغة حياتي وكان حفيا به حريصا على أن يهبه للأزهر كما وهبه أبوه للأزهر، وفي الواقع لقد وهب أبناءه كلهم لحفظ القرآن الكريم. نظرا لتعلقه بالمسجد الأحمدي الذي أكمل دراسته فيه أحب طنطا وأحب شيخ المعهد في ذلك الوقت الشيخ محمد الأحمدي الظواهري ومن هنا جاءت تسميتي ومن هنا وهبني للأزهر".
ومن أشهر شيوخه محمد سليمان الشندويلي شيخ قرَّاء مسجد الحسين في القاهرة.

## مناصب
تقلد الوزارة أوائل الثمانينيات وطوف العالم شرقه وغربه داعيا إلى الله عز وجل وظل فترة طويلة يدرس ويحاضر بجامعة اليرموك بالأردن وعندما عاد إلى مصر شرف بعضوية مجمع البحوث الإسلامية بالأزهر الشريف.

## وفاته
توفي يوم الأربعاء 28 محرم 1437 هـ الموافق 11 نوفمبر 2015م.